# Eukoenenia
Eukoenenia es un género de arácnidos palpígrados de la familia Eukoeneniidae. Sus especies se distribuyen por las zonas tropicales y templadas de todo el mundo.

## Taxonomía
Se reconocen las siguientes especies:
- Eukoenenia angolensis (Rémy, 1956)
- Eukoenenia angusta (Hansen, 1901)
- Eukoenenia ankaratrensis Rémy, 1960
- Eukoenenia antanosa (Rémy, 1950)
- Eukoenenia austriaca (Hansen, 1926)
- Eukoenenia bara (Rémy, 1950)
- Eukoenenia berlesei (Silvestri, 1903)
- Eukoenenia bonadonai Condé, 1979
- Eukoenenia bouilloni Condé, 1980
- Eukoenenia brignolii Condé, 1979
- Eukoenenia brolemanni (Hansen, 1926)
- Eukoenenia chartoni (Rémy, 1950)
- Eukoenenia chilanga Montaño-Moreno, 2012
- Eukoenenia christiani Condé, 1988
- Eukoenenia condei Orghidan, Georgesco & Sârbu, 1982
- Eukoenenia corozalensis Montaño & Francke, 2006
- Eukoenenia deceptrix Rémy, 1960
- Eukoenenia deleta Condé, 1992
- Eukoenenia delphini (Rémy, 1950)
- Eukoenenia depilata Rémy, 1960
- Eukoenenia draco (Peyerimhoff, 1906)
- Eukoenenia ferratilis Souza & Ferreira, 2011
- Eukoenenia florenciae (Rucker, 1903)
- Eukoenenia fossati Rémy, 1960
- Eukoenenia gadorensis Mayoral & Barranco, 2002
- Eukoenenia gallii Christian, 2009
- Eukoenenia gasparoi Condé, 1988
- Eukoenenia grafittii Condé & Heurtault, 1993
- Eukoenenia grassii (Hansen, 1901)
- Eukoenenia guzikae Barranco & Harvey, 2008
- Eukoenenia hanseni (Silvestri, 1913)
- Eukoenenia hesperia (Rémy, 1953)
- Eukoenenia hispanica (Peyerimhoff, 1908)
- Eukoenenia improvisa Condé, 1979
- Eukoenenia janetscheki Condé, 1993
- Eukoenenia juberthiei Condé, 1974
- Eukoenenia kenyana Condé, 1979
- Eukoenenia lanai Christian, 2014
- Eukoenenia lauteli (Rémy, 1950)
- Eukoenenia lawrencei Rémy, 1957
- Eukoenenia lienhardi Condé, 1989
- Eukoenenia lyrifer Condé, 1992
- Eukoenenia machadoi (Rémy, 1950)
- Eukoenenia madeirae Strinati & Condé, 1995
- Eukoenenia maquinensis Souza & Ferreira, 2010
- Eukoenenia margaretae Orghidan, Georgesco & Sârbu, 1982
- Eukoenenia maroccana Barranco & Mayoral, 2007
- Eukoenenia maros Condé, 1992
- Eukoenenia meridiana Rémy, 1960
- Eukoenenia mirabilis (Grassi & Calandruccio, 1885)
- Eukoenenia montagudi[4] Barranco & Mayoral, 2014
- Eukoenenia naxos Condé, 1990
- Eukoenenia necessaria Rémy, 1960
- Eukoenenia orghidani Condé & Juberthie, 1981
- Eukoenenia patrizii (Condé, 1956)
- Eukoenenia pauli Condé, 1979
- Eukoenenia paulinae Condé, 1994
- Eukoenenia potiguar Ferreira, Souza, Machado & Brescovit, 2011
- Eukoenenia pretneri Condé, 1977
- Eukoenenia pyrenaella Condé, 1990
- Eukoenenia pyrenaica (Hansen, 1926)
- Eukoenenia remyi Condé, 1974
- Eukoenenia roquetti (Mello-Leitão & Arlé, 1935)
- Eukoenenia roscia Christian, 2014
- Eukoenenia sagarana Souza & Ferreira, 2012
- Eukoenenia sakalava (Rémy, 1950)
- Eukoenenia sendrai[4] Barranco & Mayoral, 2014
- Eukoenenia siamensis (Hansen, 1901)
- Eukoenenia singhi Condé, 1989
- Eukoenenia spelaea (Peyerimhoff, 1902)
- Eukoenenia spelunca Souza & Ferreira, 2011
- Eukoenenia strinatii Condé, 1977
- Eukoenenia subangusta (Silvestri, 1903)
- Eukoenenia tetraplumata Montano Moreno, 2007
- Eukoenenia thais Condé, 1988
- Eukoenenia trehai Rémy, 1960
- Eukoenenia valencianus[4] Barranco & Mayoral, 2014
- Eukoenenia virgemdalapa Souza & Ferreira, 2012
- Eukoenenia zariquieyi (Condé, 1951)